# Rinaldo Pampinoni
Rinaldo (noto anche come Rinaldo Pampinoni) (... – Montolmo, 1220) è stato un confessore dell'Ordine dei Crocigeri, venerato il 24 gennaio.

## Biografia
Confessore dell'Ordine dei Crocigeri, lasciò l'agiatezza della sua casa per servire gli ammalati, i feriti, i poveri e tutti i bisognosi di cure e di assistenza svolgendo la sua attività principalmente nel paese dove era nato.
Nel 1176 circa, Montolmo (oggi Corridonia) fu invasa dal poderoso e potente esercito di Federico Barbarossa; in seguito giunsero anche i frati crocigeri.
Quest'ultimi erano sorti principalmente per curare i feriti, assistere gli ammalati, i poveri, i pellegrini e tutti gli emarginati bisognosi di cure ed amore. I Crocigeri erano tenuti, per ordine del pontefice, di portare una croce in mano in memoria della passione di Gesù.
La ritirata dell'esercito di Federico Barbarossa lasciò il paese nel caos dove regnava la più totale anarchia. Nel disordine c'erano ammalati e feriti ovunque bisognosi di cure. In questo contesto il giovanissimo Rinaldo sentì il dovere di lasciare le agiatezze della sua nobile famiglia per entrare in quell'Ordine e potersi dedicare ai sofferenti.
San Rinaldo è un discendente dei Pampinoni, antica e nobile famiglia corridoniana.
Morì nel 1220 e venne beatificato nel 1309 con rito vescovile.
San Rinaldo fu amato e stimato da tutti: dai suoi concittadini, dai suoi confratelli e dai suoi superiori; dopo la sua morte essi promossero e sostennero la sua santificazione.
San Rinaldo viene definito "confessore". Ciò non significa che era solo un sacerdote autorizzato ad amministrare il sacramento della penitenza, ma che è stato santificato senza aver subito il martirio perché ha testimoniato in modo eroico la fede in Cristo. Infatti, dopo la pace Costantiniana (IV secolo), insieme al culto dei martiri si andò sviluppando quello dei confessori, cioè di quei fedeli che pur non avendo concluso la vita con una morte cruenta, aveva subito per la fede torture, carceri, esilio o per aver abbandonato tutti i propri averi, erano vissuti tra la penitenza e la preghiera in luoghi solitari conseguendo la santità della vita.
I fratelli crocigeri lo veneravano nelle loro chiese il 24 gennaio con divino ufficio.

## Il convento
L'Ospedale dei frati Crocigeri di Montolmo si trovava appena fuori le mura castellane, nella adiacenze di Porta San Donato, dove erano annessa anche la chiesa e il convento. È certo che dopo la beatificazione di Rinaldo la chiesa-convento-ospedale avesse preso il suo nome.
Nel 1804 l'arcivescovo di Fermo Cesare Brancadoro, a seguito della soppressione di tutti i conventi Crocigeri, avvenuto ad opera di papa Alessandro VII il 28 aprile 1656, ordinò che l'immobile venisse trasformato in un'abitazione civile lasciando disperdere quadri, oggetti sacri ed arredi.
Una pittrice locale nel 2002 ha ricostruito l'immagine di San Rinaldo - olio su tela di cm. 144 x 160 - ed è conservata all'interno della chiesa di Santa Maria di Costantinopoli di Corridonia.